# روبي بريس
روبي بريس (بالإنجليزية: Robbie Brace)‏ هو لاعب كرة قدم بريطاني، ولد في 19 ديسمبر 1964 في إدمونتون ‏ في المملكة المتحدة. لعب مع توتنهام هوتسبير ودي غرافشاب ونادي بيرمازنز ونادي جينك ونادي ساربروكن ونادي كوبلنتس.

## وصلات خارجية
- روبي بريس على موقع قاعدة بيانات كرة القدم.إي يو (الإنجليزية)
- روبي بريس على موقع بيانات كرة القدم. دي إي (الألمانية)
- روبي بريس على موقع عالم كرة القدم.نت (الإنجليزية)